# Мальцевка (Северо-Казахстанская область)
Мальцевка (каз. Мальцевка) — упразднённое село в районе Магжана Жумабаева Северо-Казахстанской области Казахстана. Входило в состав Фурмановского сельского округа. Исключено из учётных данных решением Северо-Казахстанского облисполкома в 1985 году.